# Вольфганг Тімміґ
Вольфганг Тімміґ (4 жовтня 1912 — 6 листопада 1976) — нічний винищувач Люфтваффе Німеччини під час Другої світової війни. До кінця війни він здобув 24 перемоги в повітрі, досяг звання оберстлейтенанта і був гешвадеркоммодором NJG 2, а раніше був коммодором NJG 4.
У 1956 році Тимміг приєднався до новоствореного Bundesluftwaffe і був військовим аташе Федеративної Республіки Німеччини в Швеції між 1959 і 1963 роками. Крім того, він був начальником штабу ВПС Нігерії з 1965 по 1966 рік. Він був другим командувачем ВПС Нігерії (NAF), і отримав завдання продовжити створення військово-повітряних сил Нігерії згідно з угодою 1963 року між Нігерією та Німеччиною. Тімміг і Група допомоги ВПС Німеччини (GAFAG) вийшли з Нігерії в січні 1966 року, коли їхня місія зі створення ВПС була завершена.

## Підсумок кар'єри

### Претензії на перемогу в повітрі
Форман, Паррі та Метьюз, автори заяви про нічні винищувачі Люфтваффе 1939 – 1945 рр., досліджували Німецький федеральний архів і знайшли записи про 23 заяви про перемогу вночі. Меттьюз і Форман також опублікували книгу «Аси Люфтваффе — Біографії та вимоги перемоги», в якій перелічено Тімміга з 23 претензіями, усі з яких заявлені в «Захисті Рейху» .

### Нагороди
- Почесний кубок Люфтваффе 28 вересня 1942 року як гауптман і Gruppenkommandeur[5]

- Німецький золотий хрест 12 липня 1944 року як гауптман у III./Nachtjagdgeschwader 1[6]